# 矢部川大橋

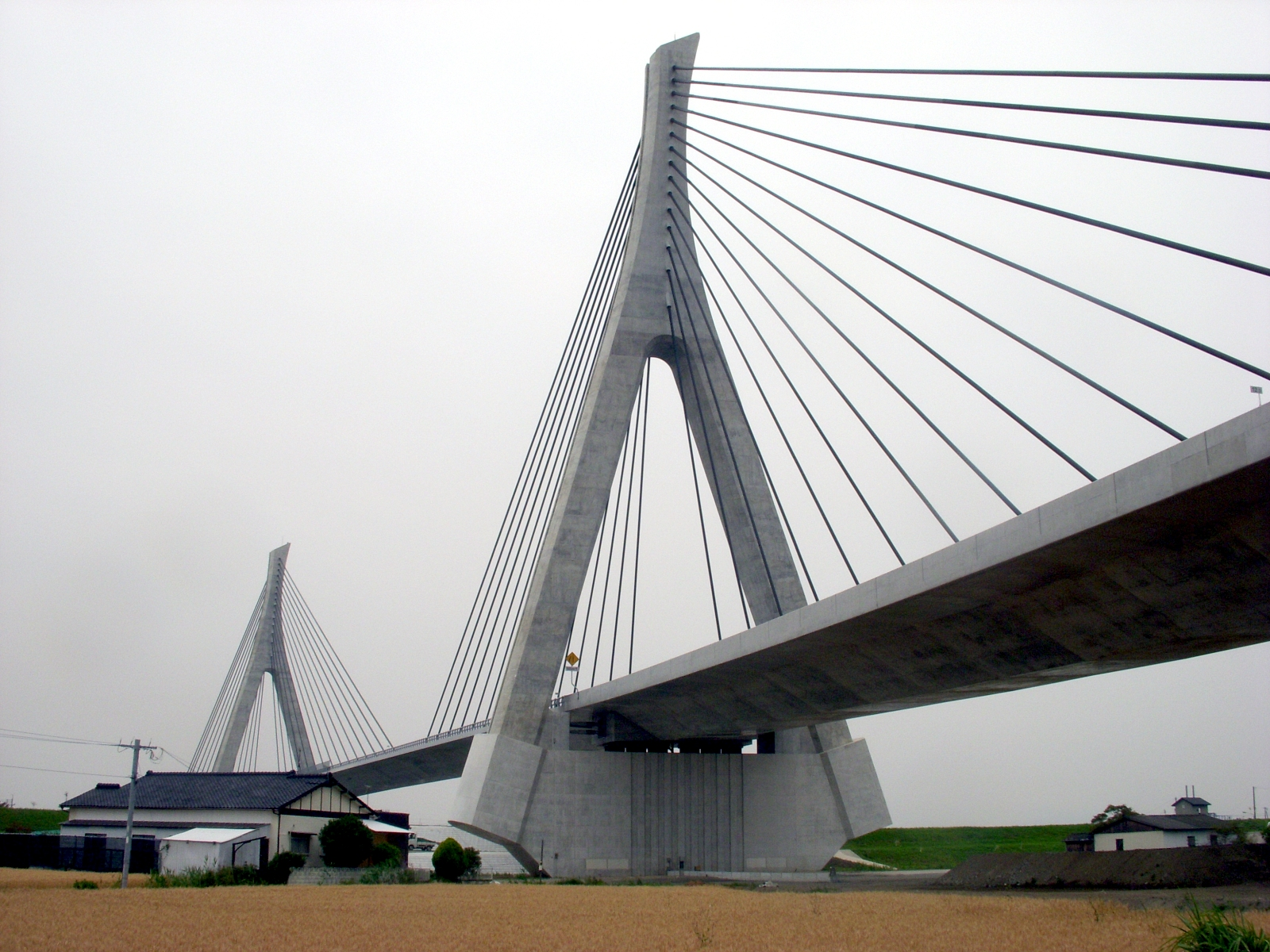
矢部川大橋（架橋下より撮影）

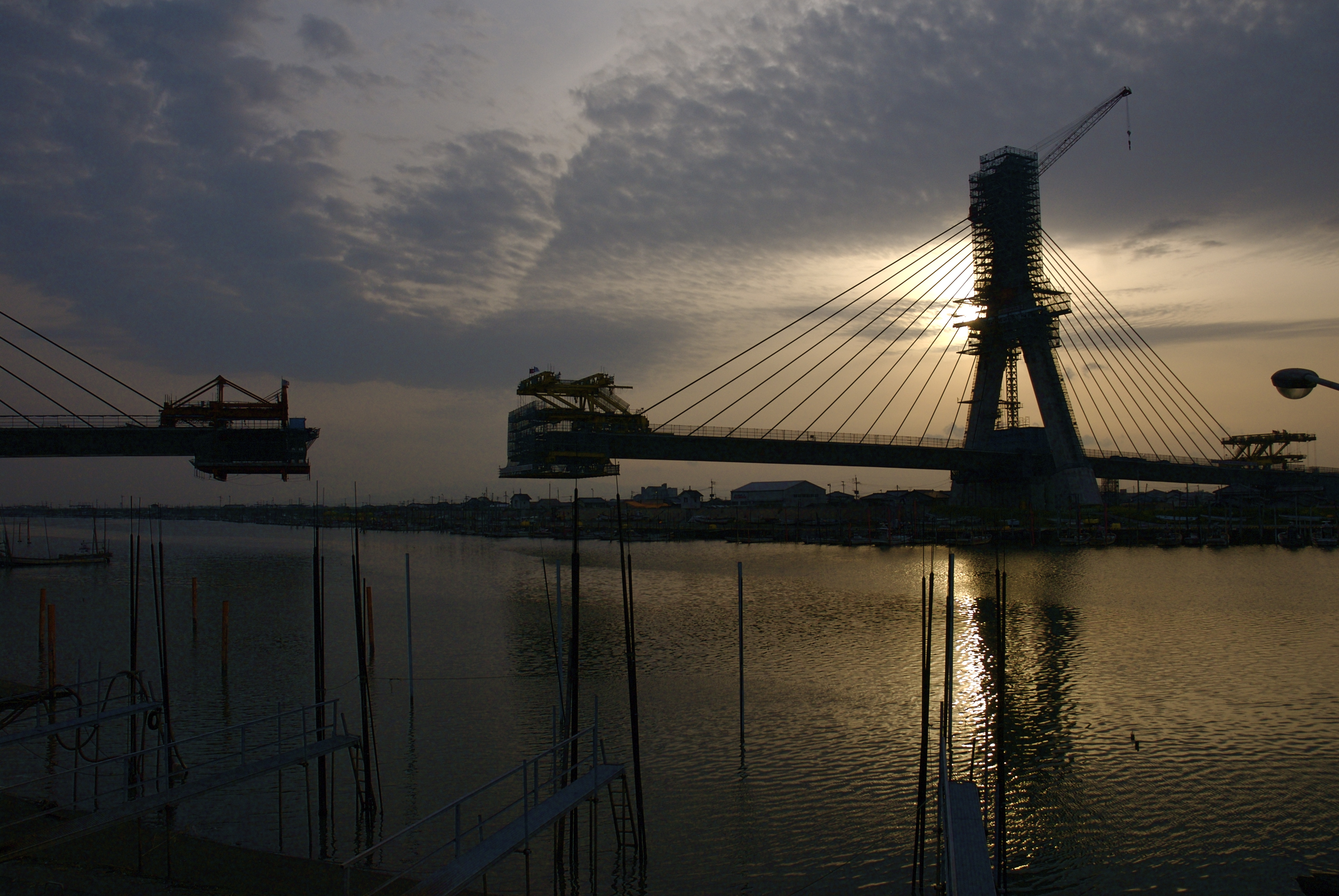
矢部川大橋（建設中断中の撮影）

矢部川大橋（やべがわおおはし）は、福岡県みやま市高田町と柳川市大和町の間を流れる矢部川にかかる有明海沿岸道路（国道208号高田大和バイパス）の橋である。
主塔間の距離（橋脚間の長さ）261mは、コンクリート製斜張橋としては日本一の長さである。

## 概要
- 長さ：517m
- 主塔の高さ：85m
- 主塔間の距離：261m
- 開通日：2009年3月14日

## 橋脚地盤沈下問題

### 着工から沈下確認まで
- 2004年10月3日 着工式（ケーソン基礎）
- 2005年9月 ケーソン基礎完成、橋脚着手
- 2006年2月 主塔着手
- 2006年3月 橋脚完成
- 2006年10月 主桁張出開始
- 2006年12月3日 斜材締結式（斜材ケーブル）
- 2007年3月 主塔完成
- 2007年4月17日 沈下確認

### 記者発表1
2007年5月25日の記者発表において、国土交通省九州地方整備局福岡国道事務所は、有明海沿岸道路高田IC（福岡県みやま市）-大和南IC（同県柳川市大和町）で建設されていた矢部川に架かる橋梁の基礎が、柳川市側において約10センチメートル沈下していることを明らかにした。事前調査の想定（4センチメートル）を上回っているため、同年5月7日から柳川市側における上部工工事を中止、専門家への事前ヒアリングを行った上で6月12日に「有明海沿岸道路橋梁検討委員会」が設置されることになった。

### 第1回委員会
2007年6月12日に行われた第1回委員会では、沈下状況や調査・試験結果についての報告、沈下要因についての意見交換および対策方針や今後の対応についての協議が行われた。このうち「沈下要因」の特定については、次回委員会においてさらに検討されることになった。

### 第2回委員会
2007年8月8日に行われた第2回委員会では、第1回委員会で行われた報告や意見交換、協議のほか、今後の沈下量についての予測推計や、対策工法の提案がされた。この中で、沈下原因としては、地下約60メートル前後の地層で地下水などの影響から塩分が流出し、地盤の結合力が低下して不安定になっている、と指摘した。また、対策工法としては、地盤に加重をかけて沈下を早めて収束させる追加工事をすることを決定した。委員会では、加重をかけると大和南IC側の橋脚は23-26センチメートル、高田IC側は4-8センチメートル沈下すると予測しており、橋脚の高さのずれは道路に勾配をつけて調整するという。

### 記者発表2
当初、有明海沿岸道路は2008年春に大牟田IC（福岡県大牟田市）-大川西IC（同県大川市）23.8kmが開通する予定であったが、上記のとおり追加工事が行われることになったため、2007年11月28日に行われた記者発表において、当橋梁を含む高田IC-大和南IC2.0kmの開通については2009年春に延期されることが発表された。
2008年1月28日に行われた記者発表において、大牟田IC-高田IC、大和南IC-大川中央ICの開通日が2008年3月29日に決定したことが発表されるとともに、迂回路となる国道208号浦島橋（福岡県みやま市高田町-同県柳川市大和町）付近の混雑緩和への協力が呼びかけられた。

### 第3回委員会から開通まで
2008年5月16日に行われた第3回委員会では、沈下の原因についての意見交換や沈下予測についての推定、沈下対策工の実施と今後の対応についての確認・提案がされた。この中で、橋脚の沈下についてはほぼ収束しているとされ、上部工の閉合を行うことが決定した。
同年11月8日、連結式（主桁連結）が行われた。

## 開通効果
矢部川大橋の開通により、有明海沿岸道路を経由した福岡県大牟田市と大川市の間の所要時間は5分短縮され、約35分となった。また、当大橋と並行する国道208号浦島橋（みやま市高田町-柳川市大和町）では大幅に通行量が減少し、朝夕を中心に同橋付近でたびたび発生していた渋滞も、ほぼ解消された。